# عمر البرغوثي
عمر البرغوثي (ولد 1964-) باحث وناشط وحقوقي فلسطيني، وهو عضو مؤسس  للحملة الفلسطينية الخاصة بالمقاطعة الأكاديمية والثقافية لإسرائيل (PACBI) وحركة سحب الاستثمارات وفرض العقوبات (BDS) ضد إسرائيل.
ولد عمر البرغوتي في قطر عام 1964، حصل على شهادة الماجستير في الهندسة الكهربائية من جامعة كولومبيا في الولايات المتحدة الأمريكية.
صدر له كتاب بالإنكليزية "حملة المقاطعة: النضال العالمي من أجل حقوق الفلسطينيين، كما نشر العديد من المقالات ضد ممارسات الاحتلال الإسرائيلي، في صحف "نيويورك تايمز" الأميركية و"ذا غارديان" و"لوموند" الفرنسية وقنوات تلفزة أميركية وعالمية.

في أبريل لعام 2017، تم تكريمه بجائزة غاندي للسلام في حفل أقيم في جامعة يال الامريكية، حيث أهدى البرغوتي جائزته للأسرى الفلسطينيين المضربين عن الطعام.
ساهم في وضع أهداف حركة BDS التي تحمل شعار “الحرية – العدالة – المساواة”، ثلاثة مبادىء أساسية تهدف في المقام الأول إلى: إنهاء الاحتلال الإسرائيلي للأراضي العربية المحتلة وتفكيك جدار الفصل، والاعتراف بالحقوق الأساسية لفلسطينيي الداخل، وفرض احترام وحماية حقوق اللاجئين في العودة إلى ديارهم وممتلكاتهم بناء على قرار الأمم المتحدة رقم 194.